# 산토레스테
산토레스테(이탈리아어: Sant'Oreste)는 이탈리아 라치오주 로마현에 위치한 코무네다. 로마로부터 북쪽 35km 거리에 위치해있다.